# Discografia d'Iron Maiden
Iron Maiden és una banda britànica de heavy metall fundada el 1975 pel baixista Steve Harris. Iron Maiden és reconeguda com una de les bandes de heavy metall més reeixides de tota la història. Han venut més de 100 milions d'àlbums a tot el món.
Els codis dels noms dels països són en format de l'ISO 3166-1 alpha-3.

## Àlbums d'estudi
| Any de publicació | Títol                        | Marca                                   | Posició | Certificació | Vendes als EUA |
| 1980              | Iron Maiden                  | EMI/ Capitol Records/ Sanctuary         | #4 (GBR), #36 (SWE) | Platinum Regne Unit, Or Alemanya, Or Japó, Platinum Canadà.                                                                                           | 400,000+       |
| 1981              | Killers                      | EMI/ Capitol Records/ Sanctuary         | #11 (SWE), #12 (GBR), #19 (NOR), #20 (AUT),#28 (JPN), #44 (NZL), #78 (USA) | Or US, Or Regne Unit, Platinum Canadà, Or Alemanya, Or França.                                                                                        | 800,000+       |
| 1982              | The Number of the Beast      | EMI/ Capitol Records/ Sanctuary         | #1 (GBR), #3 (AUT), #7 (SWE), #13 (NOR), #18 (NZL),#28 (JPN), #33 (USA) | Platinum US, Platinum Regne Unit, 3xPlatinum Canadà, Or Alemanya, Or Àustria, Platinum Austràlia, Or Suïssa, Or Països Baixos, Or França, Or Espanya. | 1,900,000+     |
| 1983              | Piece of Mind                | EMI/ Capitol Records/ Sanctuary         | #3 (GBR), #6 (SWE), #8 (NZL), #10 (AUS), #14 (USA), #24 (JPN) | RIAA: Platinum US Platinum Regne Unit, 2x Platinum Canadà, Or Alemanya, Or Finlàndia, Or Espanya.                                                     | 1,800,000+     |
| 1984              | Powerslave                   | EMI/ Capitol Records/ Sanctuary         | #2 (GBR), #5 (SWE), #10 (CHE), #11 (NZL), #13 (JPN), #15 (AUT), #21 (USA) | Platinum US, Or Regne Unit, 2x Platinum Canadà, Or Alemanya, Or Espanya.                                                                              | 1,900,000+     |
| 1986              | Somewhere in Time            | EMI/ Capitol Records/ Sanctuary         | #3 (GBR), #5 (NZL), #6 (SWE), #10 (AUT), #11 (USA), #16 (JPN), #22 (CHE) | 2xPlatinum US, Or Regne Unit, Platinum Canadà, Or Alemanya.                                                                                           | 2,000,000+     |
| 1988              | Seventh Son of a Seventh Son | EMI/ Capitol Records/ Sanctuary         | #1 (GBR), #2 (CHE), #3 (SWE), #3 (NZL), #6 (AUT), #12 (USA), #22 (JPN), #66 (AUS) | Platinum US, Or Regne Unit, Platinum Canadà, Or Alemanya, Or Suïssa, Silver Norway.                                                                   | 1,250,000+     |
| 1990              | No Prayer for the Dying      | EMI/ Capitol Records/ Sanctuary         | #2 (GBR), #6 (SWE), #11 (CHE), #13 (JPN), #17 (USA), #17 (NZL), #19 (AUT), #23 (AUS) | Or US,Or Regne Unit,Or Italy, Platinum Canadà | 850,000+       |
| 1992              | Fear of the Dark             | EMI/ Capitol Records/ Sanctuary         | #1 (GBR), #5 (GER), #5 (CHE), #8 (AUT), #11 (AUS), #11 (JPN), #12 (USA), #44 (NZL) | Or Regne Unit, Or Canadà, Or França, Or Italy. | 450,000+       |
| 1995              | The X Factor                 | EMI/ CMC International                  | #8 (GBR), #16 (GER), #17 (JPN), #27 (CHE), #64 (AUS), #147 (USA) | Or Italy | 115,000+       |
| 1998              | Virtual XI                   | EMI/ CMC International                  | #12 (FRA), #16 (GER), #16 (SWE), #16 (GBR), #19 (JPN), #39 (CHE), #124 (USA) | Or Grècia | 70,000+        |
| 2000              | Brave New World              | EMI/ Columbia Records/ Portrait Records | #1 (SWE), #1 (GER), #1 (FIN), 1# (GRE), #2 (FIN), #3 (FRA), #4 (NOR), #5 (ITA), #6 (SPA), #7 (GBR), #9 (CHE), #10 (AUT), #13 (JPN), #13 (CAN), #16 (HOL), #33 (AUS), #39 (USA) | Or Regne Unit, Or Brasil, Or Finlàndia, Or Suècia, Or Italy, Or Grècia, Or Canadà, Or Polònia, Or Espanya.                                            | 315,000+       |
| 2003              | Dance of Death               | EMI/ Columbia Records                   | #1 (SWE), #1 (FIN), #1 (ITA), #1 (GRE), #1 (CZE), #2 (GBR), #2 (GER), #2 (CHE), #2 (SLO), #3 (FRA), #3 (SPA), #3 (NOR), #3 (POL), #3 (HUN), #3 (ARG), #3 (AUT), #4 (POR), #4 (BEL), #4 (ICE), #5 (CAN), #6 (IRE), #9 (MEX), #10 (DEN), #10 (HOL), #10 (KSA), #11 (JPN), #12 (AUS), #16 (MAL), #18 (USA), #21 (NZL), #25 (COL) | Or Argentina, Or Regne Unit, Or Alemanya, Or Finlàndia, Or Suècia, Or Italy, Or Grècia,Or Brasil, Silver Portugal.                                    | 170,000        |
| 2006              | A Matter of Life and Death   | EMI/ Sanctuary                          | #1 (FIN), #1 (GER), #1 (ITA), #1 (GRC), #1 (SWE), #1 (CZE), #1 (CRO), #1 (SLO), #1 (POL), #1 (BRA), #2 (CAN), #2 (NOR), #2 (CHE), #2 (HUN), #2 (COL), #3 (CHI), #4 (GBR), #4 (SPA), #4 (AUT),#2(IND)(debut #4), #5 (FRA), #5 (IRE), #5(ARA), #6 (ICE), #6 (BEL), #7 (HOL), #8 (DEN), #9 (USA), #10 (MEX), #11 (JPN),#11 (POR), #12 (AUS), #15 (HKG), #16 (NZL) / #1 European-wide chart, #4 worldwide chart, #3 inthitlists World chart. | Platinum Finlàndia, Platinum Índia, Or Suècia, Or Canadà, Or Grècia, Or Regne Unit, Or Italy, Or Suïssa, Or Brasil                                    | 200,000+       |
| 2010              | The Final Frontier           | EMI                                     | | | 205,000        |
| 2015              | The Book of Souls            | Parlophone                              | | | 200,000        |
| 2021              | Senjutsu                     | Parlophone                              | | | 110,000        |

## Àlbums en directe
| Data de llançament   | Títol                | Marca                                   | Posicions | Certificació                                                                         | Vendes als EUA                                                                                                 |
| Agost de 1981        | Maiden Japan         | EMI                                     | #43 EP (GBR), #186 (USA Hot 100) | Platinum Canadà                                                                      | |
| 14 d'octubre de 1985 | Live After Death     | EMI/ Capitol Records/ Sanctuary         | #2 (GBR), #8 (SWE), #16 (NZL), #19 (US), #26 (CHE)                                                                                                   | Platinum US, Or Regne Unit, 2x Platinum Canadà, Or Alemanya, Or Àustria, Or Espanya. | 1,550,578 (Soundscan data from 1991 to Jan, 31 2005).                                                          |
| 8 de novembre 1993   | Live at Donington    | EMI                                     | #23 (GBR) |                                                                                      | 54,000 (Soundscan data up to Mar, 23 2006).                                                                    |
| 22 de març 1993      | A Real Live One      | Capitol Records                         | #3 (GBR), #25 (GER), #25 (CHE), #30 (SWE), #48 (AUS), #106 (USA)                                                                                     | Or França                                                                            | 110,173 (Soundscan data up to Mar, 23 2006). 20,621 from 1998 on the new combined format with A Real Dead One. |
| 18 d'octubre 1993    | A Real Dead One      | Capitol Records                         | #12 (GBR), # 37 (CHE), #50 (GER), #140 (USA) |                                                                                      | 134,002 (Soundscan data up to Mar, 23 2006). 20,621 from 1998 on the new combined format with A Real Live One. |
| 22 de setembre 1998  | A Real Live Dead One | EMI                                     | |                                                                                      | |
| 26 de març 2002      | Rock In Rio          | EMI/ Columbia Records/ Portrait Records | #8 (FIN), #13 (GER), #14 (SWE), #15 (GBR), #17 (CHE), #25 (FRA), #28 (BEL), #186 (USA)                                                               | Or Brasil                                                                            | 78,000 (Soundscan data up to Mar, 23 2006).                                                                    |
| 30 d'agost 2005      | Death on the Road    | EMI/ Columbia Records                   | #1 (GRE), #5 (FIN), #7 (SWE), #12 (NOR), #13 (ITA), #14 (FRA), #17 (CHE), #18 (SPA) #22 (GBR), #23 (AUT), #27 (IRE), #32 (BEL), #33 (CZE), #60 (CAN) | Silver Regne Unit                                                                    | 18,000 (Soundscan data up to Mar, 30 2006).                                                                    |

## Àlbums de compilació
| Data de llançament                                                                                      | Títol | Segell                         | Posicions            | Certificació                                                                            | Vendes als EUA                               |
| 1987 | "Maidenmania" (Caixa que conté quatre singles de vinil de 12" i un EP de 12": Women in Uniform, Maiden Japan, Aces High, Run to the Hills and Wasted Years. Llançat només a Grècia.)                                                                                           | EMI                            |                      |                                                                                         |                                              |
| 1990 | The First Ten Years (Conté 10 gravacions/CDs dels seus primers 20 singles,cadascun amb les seves cares B i un especial anomenat "Listen with Nicko") | EMI                            |                      |                                                                                         |                                              |
| 1995 | The Story So Far (Part 1) (aquesta edició limitada i enumerada conté cinc CDs remasteritzats del 1980 al 1984 [Iron Maiden, Killers, The Number Of The Beast, Piece Of Mind, Powerslave], cadascun amb les seves cares B en un disc extra)                                     | EMI                            |                      |                                                                                         |                                              |
| 1995 | The Story So Far (Part 2) (aquesta edició limitada i enumerada conté cinc CDs remasteritzats del 1985 al 1992 [Live After Death, Somewhere In Time, Seventh Son Of A Seventh Son, No Prayer For The Dying, Fear Of The Dark], cadascun amb les seves cares B en un disc extra) | EMI                            |                      |                                                                                         |                                              |
| 24 de setembre de 1996                                                                                  | Best of the Beast (disponible en tres diferents formats: 1 CD, 2-CD or 4-LPs) | EMI                            | #16 (GBR), #58 (AUS) | Platinum Argentina, Platinum Suècia, Or Regne Unit, Or Finlàndia, Or Brasil, Or Grècia. | 451,112 (Soundscan data up to Jan, 31 2005)  |
| 1998 | Eddie's'Ed (Una caixa gran que té la cara de l'Eddie. Conté els primers 12 àlbums remasteritzats, de Iron Maiden a Live at Donington, cadascun amb material extra multimèdia, amb un limitat CD de In Profile)                                                                 | EMI                            |                      |                                                                                         |                                              |
| Juliol 1999                                                                                             | Ed Hunter (doble pack del videojoc de CD/PC) | EMI                            |                      | Or Canadà                                                                               | 56,000 (Soundscan data up to Mar, 23 2006).  |
| 5 de novembre 2002 (original) 2005 (European re-release that coincided with The Essential: Iron Maiden) | Edward the Great | EMI                            |                      | Or Regne Unit, Or Finlàndia, Or Suècia, Or Canadà.                                      | 180,000 (Soundscan data up to Mar, 23 2006). |
| 2002 | Eddie's Archive (edició limitada i enumerada -després republicada sense enumeració limitada- conté 3 doble-àlbums; Best of the B'Sides, The BBC Archives i Beast over Hammersmith, més una línia de temps dels èxits d'Iron Maiden, i un got de vidre de l'Eddie)              | EMI                            |                      |                                                                                         | 36,000 (Soundscan data up to May 2003).      |
| 5 de juliol 2005                                                                                        | The Essential Iron Maiden (només a l'Amèrica del Nord) | Sanctuary/ Epic Records        |                      |                                                                                         | US 60,000 (approx.)                          |
| 12 de maig 2008                                                                                         | Somewhere Back In Time - The Best Of: 1980-1989 | EMI/ Universal Music/ Sony BMG | #2 (SWE), #81 (AUS)  | Or Suècia                                                                               |                                              |

## Videos/DVDs
| Data de llançament                                   | Títol                                                                    | Segell                 | Posicions | Certificació | Vendes als EUA                              |
| 1981                                                 | Live at the Rainbow                                                      | EMI/Capitol Records    | | |                                             |
| 1983                                                 | Video Pieces                                                             | EMI/Capitol Records    | | |                                             |
| 1985                                                 | Behind the Iron Curtain                                                  | EMI/Capitol Records    | | Or US |                                             |
| 1985                                                 | Live After Death                                                         | EMI/Capitol Records    | | Platinum US |                                             |
| 1987                                                 | 12 Wasted Years                                                          | EMI/Capitol Records    | | Or US |                                             |
| 1989                                                 | Maiden England (re-released in 1994 as a "double pack" version, with CD) | EMI                    | | Or US, Or Canadà |                                             |
| 1990                                                 | The First Ten Years - The Videos                                         | EMI                    | | Or Canadà |                                             |
| 1992                                                 | From There to Eternity                                                   | EMI                    | | |                                             |
| 1993                                                 | Donington Live 1992                                                      | EMI                    | | |                                             |
| 1993                                                 | Raising Hell                                                             | EMI/BMG                | | |                                             |
| 2001                                                 | Classic Albums: The Number of the Beast                                  | EMI                    | | Or Austràlia |                                             |
| 10 de juny de 2002                                   | Rock in Rio                                                              | EMI/Sony               | #1 (GBR), #1 (SWE), #1 (Nor) #3 (FIN)                                                                                            | Platinum US, Or Argentina, 2xPlatinum Canadà, Or Austràlia, Or Polònia.                                                       | 71,000 (Soundscan data up to Mar, 30 2006). |
| 2 de juny de 2003                                    | Visions of the Beast                                                     | EMI/Sanctuary          | #1 (GBR), #1 (SWE), #1 (FIN) #1 (Nor), #14 (IND)                                                                                 | Platinum Argentina, Platinum Austràlia, 2xPlatinum US, 3xPlatinum Canadà, Platinum Regne Unit, Platinum Finlàndia, Or França. | 96,000 (Soundscan data up to Mar, 30 2006). |
| 8 de novembre de 2004                                | The Early Days                                                           | EMI/Sanctuary          | #1 (GBR), #1 (SWE), #1 (FIN) #1 (Nor)                                                                                            | Or Argentina, Or Austràlia, Platinum US, 2xPlatinum Canadà, Platinum Finlàndia, Or Regne Unit, Platinum França.               | 68,000 (Soundscan data up to Mar, 30 2006)  |
| 6 de febrer de 2006 (als EUA el febrer del 2007)     | Death on the Road                                                        | EMI/Sony               | #1 (GBR), #1 (SWE), #1 (FIN), #1 (Nor) #2 (IRE), #4 (AUS), #6 (POR), #7 (IND), #78 (CHE)                                         | Or Austràlia, Or França, Or Finlàndia                                                                                         | 4,000 (US Release Feb 2007)                 |
| 4 de febrer de 2008 (Als EUA el 5 de febrer de 2008) | Live After Death (DVD)                                                   | EMI/Sony BMG/Universal | #1 (AUS), #1 (FRA), #1 (SWE), #1 (GBR), #1 (ESP), #1 (NZL), #1 (DNK), #1 (DEU), #1 (ITA), #2 (NOR), #2 (PRT), #2 (IRL), #2 (USA) | 2xPlatinum Canadà, Platinum US, Or Austràlia (First day), Or Regne Unit                                                       | 100,000                                     |

## Singles i EPs
| Data de llançament    | Títol                                                   | Segell | Posicions |
| 9th Nov 1979          | The Soundhouse Tapes                                    |        | EP (GBR) |
| 8th Feb 1980          | "Running Free"                                          |        | #34 (GBR) |
| 23 de maig de 1980    | "Sanctuary"                                             |        | #29 (GBR) |
| 27 d'octubre de 1980  | "Women in Uniform"                                      |        | #35 (GBR) |
| 1980                  | Live!! +one                                             |        | EP (GBR) |
| 2 de març de 1981     | "Twilight Zone" / "Wrathchild"                          |        | #31 (GBR) |
| 15th Jun 1981         | "Purgatory"                                             |        | #52 (GBR) |
| 1981                  | "Wrathchild"                                            |        | #31 (US Mainstream Rock Tracks) |
| 14th Sep 1981         | Maiden Japó                                             |        | #43 EP (GBR), #186 (USA Top 200) |
| 12th Feb 1982         | "Run to the Hills"                                      |        | #7 (GBR) |
| 26th Apr 1982         | "The Number of the Beast"                               |        | #18 (GBR) |
| 1982                  | "Hallowed Be Thy Name"                                  |        | #50 (US Mainstream Rock Tracks) |
| 11th Apr 1983         | "Flight of Icarus"                                      |        | #11 (GBR), #8 (US Mainstream Rock Tracks) |
| 20th Jun 1983         | "The Trooper"                                           |        | #12 (GBR), #28 (US Mainstream Rock Tracks) |
| 6th Aug 1984          | "2 Minutes to Midnight"                                 |        | #11 (GBR), #25 (USA Mainstream Rock) |
| 22nd Oct 1984         | "Aces High"                                             |        | #20 (GBR) |
| 23rd Sep 1985         | "Running Free" (en directe)                             |        | #19 (GBR) |
| 2nd Dec 1985          | "Run to the Hills" (en directe)                         |        | #26 (GBR) |
| 6th Sep 1986          | "Wasted Years"                                          |        | #18 (GBR) |
| 22nd Nov 1986         | "Stranger in a Strange Land"                            |        | #22 (GBR) |
| 20th Mar 1988         | "Can I Play with Madness"                               |        | #3 (GBR), #23 (CHE) |
| 1st Aug 1988          | "The Evil That Men Do"                                  |        | #5 (GBR) |
| 7th Nov 1988          | "The Clairvoyant"                                       |        | #6 (GBR) |
| 6 de novembre de 1989 | "Infinite Dreams" (en directe)                          |        | #6 (GBR) |
| Feb 1990              | Running Free/Sanctuary                                  |        | #10 (GBR) |
| Mar 1990              | Women in Uniform/Twilight Zone                          |        | #10 (GBR albums chart) |
| Mar 1990              | Purgatory/Maiden Japan                                  |        | #5 (GBR albums chart) |
| Mar 1990              | Run to the Hills/The Number of the Beast                |        | #3 (GBR albums chart) |
| Mar 1990              | Flight of Icarus/The Trooper                            |        | #7 (GBR albums chart) |
| Mar 1990              | 2 Minutes to Midnight/Aces High                         |        | #11 (GBR albums chart) |
| Apr 1990              | Running Free (en directe)/Run to the Hills (en directe) |        | #9 (GBR albums chart) |
| Apr 1990              | Wasted Years/Stranger in a Strange Land                 |        | #9 (GBR albums chart) |
| Apr 1990              | Can I Play with Madness/The Evil That Men Do            |        | #10 (GBR albums chart) |
| Apr 1990              | The Clairvoyant/Infinite Dreams (en directe)            |        | #11 (GBR albums chart) |
| 10th Sep 1990         | "Holy Smoke"                                            |        | #3 (GBR), #20 (CHE) |
| 24th Dec 1990         | "Bring Your Daughter... to the Slaughter"               |        | #1 (GBR), #19 (CHE) |
| 13th Apr 1992         | "Be Quick or Be Dead"                                   |        | #2 (GBR), #15 (CHE), #47 (AUS) |
| 29th Jun 1992         | "From Here to Eternity"                                 |        | #21 (GBR) |
| 1st Sep 1992          | "Wasting Love"                                          |        | |
| 1st Mar 1993          | "Fear of the Dark (en directe)"                         |        | #8 (GBR) |
| 4th Oct 1993          | "Hallowed Be Thy Name" (en directe)                     |        | #9 (GBR) |
| 25th Sep 1995         | "Man on the Edge"                                       |        | #10 (GBR) |
| 2nd Feb 1996          | "Lord of the Flies"                                     |        | |
| 2nd Aug 1996          | "Virus"                                                 |        | #16 (GBR) |
| 9th Mar 1998          | "The Angel and the Gambler"                             |        | #18 (GBR) |
| 28th Sep 1998         | "Futureal"                                              |        | |
| 8th May 2000          | "The Wicker Man"                                        |        | #9 (GBR), #19 (US Mainstream Rock Tracks), #83 (CHE) |
| 23rd Oct 2000         | "Out of the Silent Planet"                              |        | #20 (GBR) |
| 11th Mar 2002         | "Run to the Hills" (re-llançament el 2002)              |        | #9 (GBR), #75 (CHE) |
| 1st Sep 2003          | "Wildest Dreams"                                        |        | #6 (GBR), #68 (CHE) |
| 24th Nov 2003         | "Rainmaker"                                             |        | #13 (GBR), #94 (CHE) |
| 29th Mar 2004         | No More Lies                                            |        | #93 (CHE), EP & non-eligible (GBR) |
| 3rd Jan 2005          | "The Number of the Beast" (2005 re-release)             |        | #3 (GBR), #42 (CHE) |
| 15th Aug 2005         | "The Trooper" (re-llançament el 2005)                   |        | #5 (GBR), #61 (CHE) |
| 14th Aug 2006         | "The Reincarnation of Benjamin Breeg"                   |        | #1 (FIN), #1 (SWE - 3 weeks in a row), #1 (ESP - 2 weeks in a row), #1 (HUN), #5 (DEN - 1st week: #10), # 7 (BRA - albums chart), #9 (NOR), #9 (CAN - 1st week: #10), #18 (IRL), #39 (GER - 1st week: #43), #70 (FRA), #74 (CHE - 1st week: #78), EP & non-eligible (GBR) |
| 14th Nov 2006         | "Different World"                                       |        | #1 (FIN) (1st week #6), #3 (GBR), #7 (US Sales Chart), 39#(IRE) |